# آلن کلود بیلی بای نزه
آلن کلود بیلی بای نزه (انگلیسی: Alain Claude Bilie By Nze؛ زادهٔ ۱۶ سپتامبر ۱۹۶۷) سیاست‌مدار اهل گابن است. وی از ۹ ژانویه ۲۰۲۳ تا ۳۰ اوت ۲۰۲۳ نخست‌وزیر این کشور بود.